# 李道興
李道兴（600年代？—638年），唐朝宗室，广宁郡王、县公，官员。
唐高祖李渊的四叔李璋的孙子。李道宗弟弟。武德初年，爵广宁郡王，唐太宗继位，以属疏降封广宁县公。贞观九年（635年），为交州都督，以南方瘴厉，恐不得年，颇忽忽忧怅，卒於任上，追赠交州都督。

## 延伸阅读
[在维基数据编辑]
 《新唐書·卷078》，出自《新唐書》